# Tirania
Tirania (do grego τύραννος, "týrannos", governante absoluto) era uma forma de governo usada em situações excepcionais na Grécia em alternativa à democracia. Nela, o chefe governava com poder ilimitado, embora sem perder de vista que deveria representar a vontade do povo. 
Hoje, entre sociedades democráticas ocidentais, o termo tirania tem conotação negativa. Algumas raízes históricas disto podem estar no fato de os filhos do grande tirano grego Pisístrato (que era adorado pelo povo pois fez a reforma agrária e dava subsídio) terem usufruído do espaço público como se fosse privado, sendo assim, banidos e mortos. Além disso, a maioria das fontes disponíveis atualmente são da Atenas democrática dos séculos V e IV, onde posteriormente se desenvolveu uma imagem negativa do tirano. Assim, por esses factos e aqueles que se lhe seguiram, como aos tiranos abusaram do poder passou a ter o significado de opressão, crueldade e abuso de poder.

## A tirania grega
Segundo Perry Anderson, na Grécia antiga todos os tiranos eram pessoas lideradas por outras pessoas. Na obra Passagens da Antiguidade ao Feudalismo, os tiranos ascenderam ao poder na Grécia no último século da era arcaica, a saber o século VI a.C.. Estes autocratas romperam a dominação das aristocracias ancestrais sobre as cidades: eles representavam proprietários de terra mais novos e riqueza mais recente, acumulada durante o crescimento econômico da época precedente. Essas tiranias constituíram a transição crucial para a polis clássica. Os tiranos eram a classe de novos ricos, que acumularam grandes riquezas a partir do florescimento do comércio marítimo na zona do Mediterrâneo, pois o povo ateniense era conhecido pelo seu poderio marítimo. Esses comerciantes não pertenciam à nobreza, até então detentora do poder, e ansiavam por mudanças para também participarem das decisões políticas. Segundo as palavras de Perry Anderson: Os próprios tiranos em geral eram novos ricos competitivos de considerável fortuna, cujo poder pessoal simbolizava o acesso do grupo social onde eram recrutados às honras e posição na cidade. Sua vitória, no entanto, só era possível geralmente por causa da utilização que faziam dos ressentimentos radiciais dos pobres, e seu mais duradouro empreendimento foram as reformas econômicas, no interesse das classes populares, que tinham de admitir ou tolerar para garantirem o poder. Os tiranos, em conflito com a nobreza tradicional, na realidade bloquearam o monopólio da propriedade agrária, que era a principal tendência de seu poder irrestrito e que estava ameaçando causar um crescente perigo social na Grécia arcaica.
Segundo Aristóteles e Platão, "a marca da tirania é a ilegalidade", ou seja, "a violação das leis e regras pré-estipuladas pela quebra da legitimidade do poder" por si já determina a tirania. Uma vez no comando, "… o tirano revoga a legislação em vigor, sobrepondo-a com regras estabelecidas de acordo com as conveniências para a sua perpetuação deste poder". Exemplo disso são as descrições de tiranias na Sicília e na Grécia antiga, cujas características assemelham-se às modernas ditaduras. Ainda segundo Platão e Aristóteles, os tiranos são ditadores que ganham o controle social e político despótico pelo uso da força e da fraude. A intimidação, o terror e o desrespeito às liberdades civis estão entre os métodos usados para conquistar e manter o poder. A sucessão nesse estado de ilegalidade é sempre difícil". Aristóteles atribuiu a "…vida relativamente curta das tiranias à fraqueza inerente dos sistemas que usam a força sem o apoio do direito." Maquiavel também chegou à mesma conclusão sobre a tirania e seu colapso: "… é o regime que tem menor duração, e de todos, é o que tem o pior final…" e "…a queda das tiranias se deve às desventuras imprevisíveis da sorte…". [carece de fontes?]
Aristóteles, definiu tirania como um governo centralizado por um único homem e direcionado aos seus interesses e atribuiu as seguintes características aos tiranos:
1. susceptibilidade a elogios;
2. afastar homens talentosos do governo;
3. criação de discórdia e facções entre os membros do governo;
4. empobrecimento do povo;
5. utilização de policia secreta, informantes e guarda-costas estrangeiros.[3]

## Idade Média
Segundo Bartolus de Saxoferrato (1313/1314–1357), autor da obra "Tractatus de tyrannia", descrevia duas modalidades de tiranos:
1. os que empobrecem seu povo através de guerras constantes e altos impostos; e
2. os que governam sem um título válido, pois obteve seu poder por meio da força ou os que se negam a deixar sua posição quando seus mandatos já se expiraram.

Por outro lado, o bom governo existiria quando o bem comum prevalecesse sobre os interesses particulares de quem governa.
Segundo Collucio Salutali (1331-1406), seriam tiranos aqueles que governam sem título legítimo ou que governam em desacordo com a lei e a igualdade.

## Tirania moderna
O sentido negativo, no seu uso, mesmo que em Democracia eleita, será sempre atribuído quando começar a haver restrições à liberdade de expressão, ameaças aos opositores e outros meios de abuso na tentativa de manter o poder.
É caracterizada pelas ameaças às liberdades individuais e colectivas. 
A moderna tirania é representada por políticos que não tendo mais o poder de matar ou mesmo prender o opositor, preferem usar métodos substitutos, como processos judiciais por calúnia e difamação, ou compra de órgãos de informação.
O comportamento tirânico de um político muitas vezes pode ser visto pelas altas verbas gastas em publicidade governamental, tanto nos níveis municipais, estaduais e federal. O fascismo pode compor uma ideologia tirânica por exemplo.